# ثريبان (العرضيات)
ثريبان هي بلدة تتبع لمحافظة العرضيات التابعة لأمارة مكة المكرمة في المملكة العربية السعودية، لها تاريخ عريق وثق الرحالة البريطاني ويلفريد ثيسيجر بعض من الصور لها عام 1946م حينما مر بها متجهاً لجنوب المملكة في رحلته.
يحدها شمالاً قرية نقمه وسبت شمران ويحدها جبل حضوضا من الشرق وجبل القفا من الغرب وتحدها قرى نخال وقرية مشرف وقرية آل طارق من الجنوب.
تعتبر ثريبان حاضرة العرضية الجنوبية ومركزها حيث أنها تحتضن أمارة المركز، يوجد بها العديد من الحصون والمنازل الأثرية ويقام بها سوق شعبي كل يوم جمعة من كل اسبوع يعتبر من أقدم أسواق تهامة، تتوزع على أرضها العديد من المزارع التي تعتمد على المياة الجوفية في الري ويشتغل أهلها في تربية الأغنام وتربية النحل والتجارة والتعليم والمهن الصحية والهندسية.

## سد وادي النظر

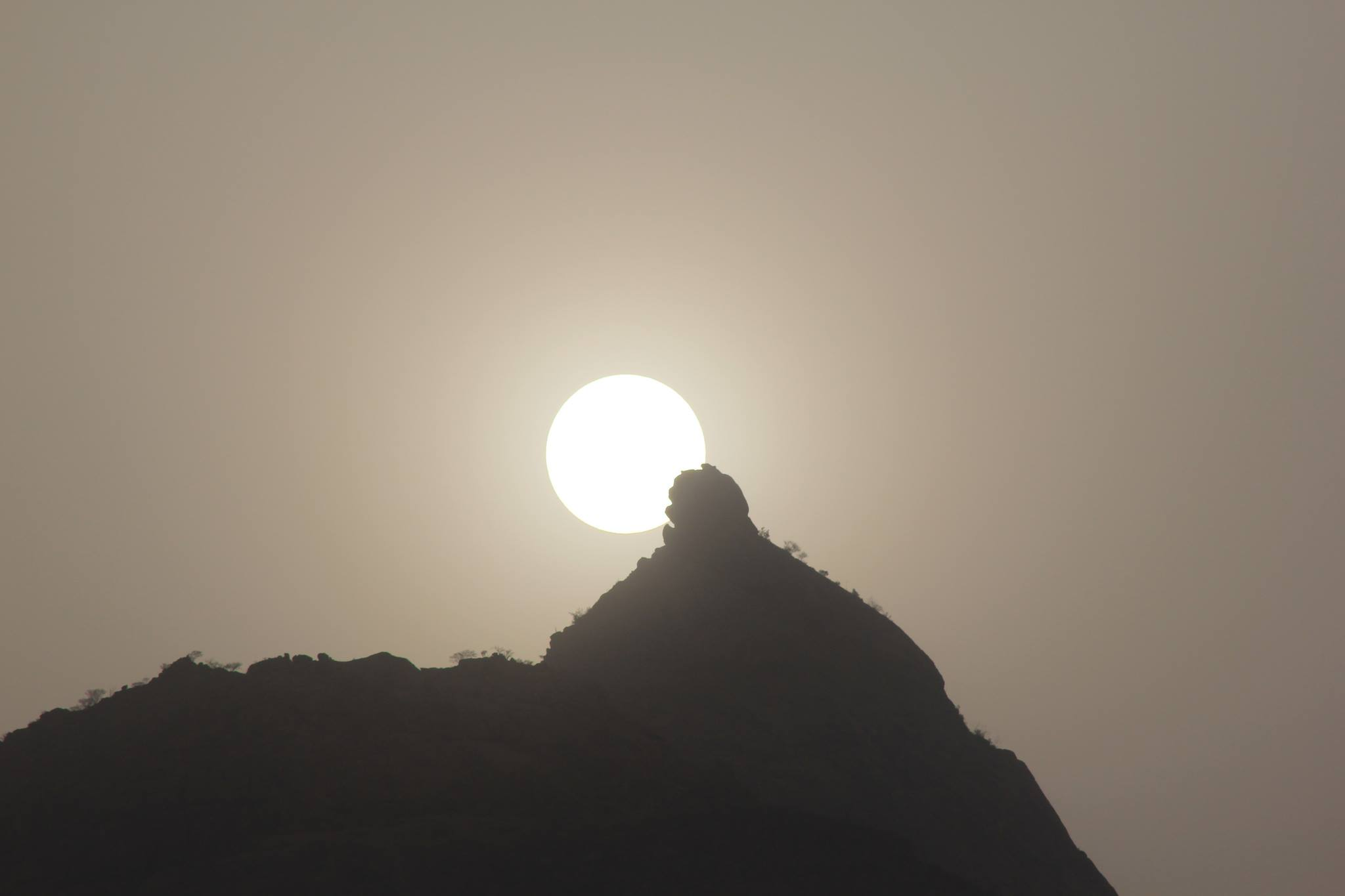
قمة جبل حضوضا

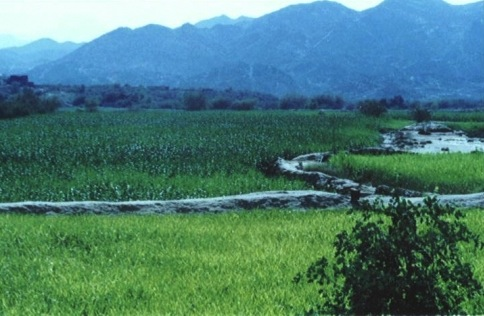
بعض مزارع ثريبان

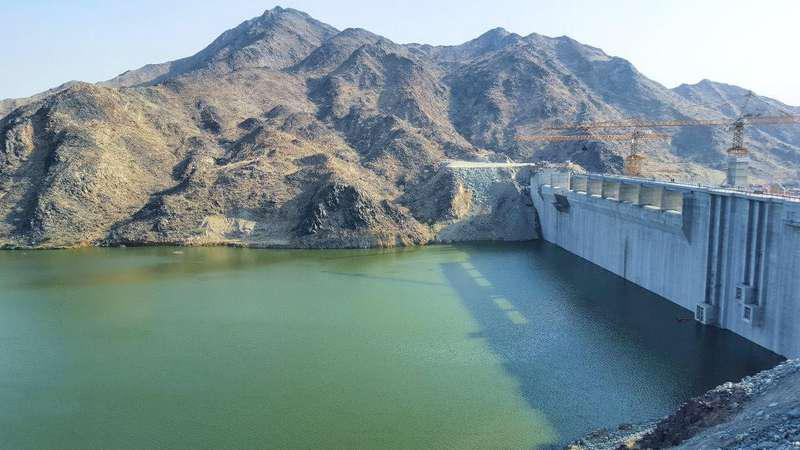
سد وادي النظر

'''سد وادي النظر''' يقع في الشمال الشرقي لثريبان ويعتبر منطقة سياحية خلابة يقصده العديد من أبناء المنطقة ومن خارجها، يجري الوادي في موسم الأمطار ليشكل وادي يعد من أكبر أودية العرضيات وأشهرها، الجدير بالذكر آنه يقام في هذه الأوقات سد ثريبان في هذه المنطقة ليعود بالنفع على المخزون الجوفي للمياة.

## المرافق الحكومية
تحتوي ثريبان على العديد من المرافق الحكومية منها:
1. أمارة مركز العرضية الجنوبية
2. مركز شرطة ثريبان
3. شعبة مرور العرضيات
4. مكتب أحوال ثريبان
5. مكتب هيئة الأمر بالمعروف والنهي عن المنكر بثريبان
6. المكتب التعاوني للدعوة والإرشاد وتوعية الجاليات بثريبان
7. جمعية البر الخيرية بثريبان
8. مكتب كتابة العدل
9. نادي ثريبان الريفي
10. مستشفى ثريبان العام
11. مركز صحي ثريبان
12. مكتب اشراف تربوي العرضية الجنوبية
13. مدرسة ثريبان الثانوية النموذجية بنين
14. مدرسة ثريبان المتوسطة بنين
15. مدرسة ثريبان الابتدائية بنين
16. مدرسة تحفيظ القرآن الكريم بنين
17. مدرسة ثريبان المتوسطة والثانوية بنات
18. المتوسطة الثانية بنات
19. مدرسة ثريبان الابتدائية بنات